# أنو ميهتا
أنو ميهتا هي ممثلة هندية، ولدت في 8 أبريل 1981.

## وصلات خارجية
- أنو ميهتا على موقع IMDb (الإنجليزية)
- أنو ميهتا على موقع قاعدة بيانات الفيلم (الإنجليزية)